# 14925 Наоко
14925 Наоко (14925 Naoko) — астероїд головного поясу, відкритий 4 листопада 1994 року.
Тіссеранів параметр щодо Юпітера — 3,584.
Названо на честь Наоко (яп. なおこ(直子) наоко)